# 双凹海绵盘虫
双凹海绵盘虫（学名：Spongodiscus biconcavus）为海绵盘虫科海绵盘虫属的动物。分布于中太平洋，包括东海等海域。